# Norbert Warnatzsch
Norbert Warnatzsch (* 16. Januar 1947 in Nenkersdorf) ist ein deutscher Schwimmtrainer.

## Ausbildung
Norbert Warnatzsch ist Diplomsportlehrer und lebt in Berlin. Der verheiratete Schwimmtrainer betreute bislang einige deutsche Schwimmer von internationaler Klasse. 1965 machte er sein Abitur und studierte von 1970 bis 1975 an der Außenstelle Berlin der Deutschen Hochschule für Körperkultur und Sport Leipzig.

## Trainerlaufbahn
Seit 1991 ist er Inhaber der A-Lizenz des Deutschen Schwimm-Verbandes (DSV). Warnatzsch war zunächst neun Jahre Trainer im Nachwuchsbereich und wechselte dann zum Hochleistungssport. 1969 begann er als Nachwuchstrainer beim SC Dynamo Berlin, 1976 wechselte er im Verein zum Spitzensport und zugleich wurde er Trainer im Umfeld der DDR-Nationalmannschaft. 1988 wechselte er wieder in den Juniorenbereich des Vereins, der nach der Wende zum SC Berlin wurde.
1991/92 fungierte Warnatzsch als Cheftrainer der Indonesischen Nationalmannschaft.
1992 wurde er Cheftrainer der Schwimmgemeinschaft Neukölln und blieb in dieser Funktion bis Ende des Jahres 2004. Seitdem war er Leitender Trainer Schwimmen am Olympiastützpunkt Berlin. Seit 2002 war Warnatzsch zudem Mitglied des Trainerstabes der Nationalmannschaft Schwimmen des DSV.
Nach den Olympischen Sommerspielen 2012 gab er alle seine Funktionen auf.
Von Oktober 2013 bis Dezember 2017 arbeitete er beim Olympiastützpunkt Potsdam als Trainer und war bis März 2018 im Landesschwimmverband als Vize-Präsident für den Leistungssport zuständig.

## DDR-Doping
Während der Olympischen Sommerspiele 2008 in Peking wurden Vorwürfe gegen drei vormalige Trainer der DDR, darunter Warnatzsch, bekannt, sie sollen entgegen einer abgegebenen Ehrenerklärung zur DDR-Zeit Dopingmittel an Athleten verabreicht haben. Warnatzsch soll 1977 an einem Großversuch mit dem Anabolikum Oral-Turinabol an minderjährigen Nachwuchsschwimmern beteiligt gewesen sein. Bereits 1997 ermittelte die Staatsanwaltschaft gegen Warnatzsch, stellte das Verfahren jedoch später wieder ein.

## Erfolge
Warnatzschs Athleten holten dreimal Gold, einmal Silber und dreimal Bronze bei Olympischen Spielen oder waren als Staffelstarter am Gewinn von Medaillen beteiligt. Hinzu kommen dreimal Gold, zweimal Silber und viermal Bronze bei Weltmeisterschaften. Die Ausbeute bei Europameisterschaften besteht aus 13-mal Gold, 16-mal Silber und siebenmal Bronze. Hinzu kommt der Gewinn von 33 Meistertiteln. Warnatzschs Athleten stellten sechs Weltrekorde, elf Europarekorde, 21 Deutsche- und DDR-Rekorde und zwei Syrische Rekorde auf oder waren in Staffeln an ihnen beteiligt (Stand: nach den Olympischen Spielen 2008).

## Betreute Sportler
Unter den früher betreuten Athleten finden sich beispielsweise Franziska van Almsick, Robin Backhaus, Stephanie Backhaus, Dorothea Brandt, Rafed El-Masri, Ernest Fahrland, Detlev Grabs, Ingo Grzywotz, Jochen Hanz, Nicole Hetzer, Timo Lorenz, Jenny Mensing, Frank Pfütze, Daniela Samulski, Peter Schneider, Torsten Spanneberg, Benjamin Starke, Britta Steffen, Tim Wallburger, Oliver Wenzel, Jörg Woithe, Olaf Ziesche, Moritz Zimmer und Johannes Hintze. Norbert Warnatzsch arbeitet zurzeit als Berater und Assistenzcoach von Bernd Berkhahn, Bundestrainer „Lange Strecke“, am Bundesstützpunkt in Magdeburg.

## Auszeichnungen
2002, 2006, 2008 und 2009 wurde er zum Deutschen Schwimmtrainer des Jahres gewählt.